# Mult zgomot pentru nimic
Mult zgomot pentru nimic (Much Ado About Nothing) este o comedie romantică de William Shakespeare.

## Acțiunea
Un mesager îl anunță pe Leonato, guvernatorul Messinei, că Don Pedro a învins și vine să-l viziteze. Acesta este acompaniat de Benedick și Claudio, un tânăr foarte curajos, care a câștigat favoarea lui Don Pedro după ce se distinge în luptă. La sosirea acestora, Claudio se îndrăgostește de fiica lui Leonato, Hero. Benedick, pe de altă parte, este reunit cu verișoara lui Hero, Beatrice, cu care e certat.
Claudio îi împărtășește speranțele sale lui Benedick, care, la rândul său, i le transmite lui Don Pedro. Inteligent și iute, Benedick este un critic convins al căsătoriei, motiv pentru care îl ia peste picior pe Claudio. Don Pedro, hotărât să-și ajute tânărul companion, decide să pretindă că este Claudio cu ocazia sărbătorii și să o curteze pe Hero pentru prietenul său. Reușește, dar Don John, fratele răuvoitor al lui Don Pedro, pretinde, în prezența lui Claudio, că Don Pedro dorește să se căsătorească el însuși cu Hero. Claudio este cătrănit la auzul veștii, dar intervența oportună a lui Benedick clarifică situația și Claudio și Hero hotărăsc să se căsătorească.
Pe parcurs, Benedick, mascat, o aude pe Beatrice exprimându-și opinia despre el. Furios, acesta o insultă în public. În așteptarea momentului nunții lui Claudio, Don Pedro pune la cale o farsă, împreună cu prietenii lor, pun la cale o farsă lui Benedick și Beatrice, care se aflau într-un conflict mai vechi, redeschis recent, și aceasta pentru a-i face să se îndrăgostească reciproc, deoarece se pare că totuși se potriveau.
Cei doi încep o adevarată întrecere în a-și găsi defecte, dar în cele din urmă cad în capcana afecțiunii reciproce, spre deliciul celorlalți.
Între timp, planurile de căsătorie sunt sabotate de maleficul Don John, fratele prințului Don Pedro, înscenarea pusă la cale de el cauzând mici drame în mijlocul unei atmosfere de voie bună. Acesta îi aduce pe Don Pedro și Claudio la fereastra lui Hero de unde se observa cum Borachio și Margaret se iubeau la adăpostul nopții. Claudio crezând că era Hero care astfel trădase jurământul de fidelitate, ajunge ca în ziua nunții să o umilească, părăsind-o chiar în fața altarului. Hero este ascunsă de ceilalți membri ai familiei, care pretind ca aceasta ar fi murit de durere și rușine, datorită acuzației nefondate.
Între timp, Benedick și Beatrice își mărturisesc dragostea reciprocă și pun la cale căsătoria. Borachio este arestat deoarece este surprins dezvăluindu-și vicleșugul prin care Hero fusese acuzată pe nedrept de infidelitate. Claudio poartă doliu după Hero, considerată moartă. Leonato, ca pedeapsă, îi cere acestuia să declare în tot orașul că Hero fusese inocentă.
De asemenea îi mai propune sa o ia în căsătorie pe „verisoara” lui Hero, care semăna foarte bine cu Hero.
Ajunsă la altar, viitoarea mireasă își ridică voalul și Claudio este surprins să o recunoască pe Hero. Căsătoria lui Claudio și Hero este urmată de cea a lui Benedick și Beatrice.

## Personaje

### Beatrice
Beatrice este nepoata lui Leonato, bogatul guvernator al Messinei. Deși este o foarte bună prietenă a fiicei acestuia, Hero, cele două sunt foarte diferite. Unde Hero este politicoasă, tăcută, respectuoasă și gentilă, Beatrice este cinică, glumeață și iute la vorbă. Între ea și Benedick, un lord și soldat din Padua, se duce un „război glumeț”. În piesă se sugerează că l-ar fi iubit pe Benedick, dar acesta ar fi fost nesincer și relația lor s-ar fi sfârșit. Astfel, de fiecare dată când se întâlnesc, cei doi se întrec în insulte istețe.
Deși pare ageră și călită de viață, Beatrice este vulnerabilă. Când o aude pe Hero spunând că Benedick o iubește (pe Beatrice), aceasta se deschide sensibilității iubirii. Aceasta este adesea considerată un model al eroinelor lui Shakespeare. Beatrice refuză să se căsătorească deoarece nu și-a găsit egalul. Când Hero este umilită și acuzată că și-a încălcat castitatea, Beatrice explodează de furie fata de Claudio pentru răul tratament aplicat verișoarei sale. Frustrată și furioasă pentru ce i s-a întâmplat lui Hero, Beatrice se răzvrătește împotriva inegalității femeilor în societatea renascentistă: „Ah, dacă aș fi bărbat — de dragul lui! sau dacă aș avea un prieten care să vrea să fie bărbat de dragul meu!” exclamă ea cu mult patos.  „Și cum n-o să mă fac bărbat numai pentru că doresc să mă fac, de supărare o să mor femeie” (IV.i.312–318).

### Benedick
aristocrat, prieten cu Claudio și Don Pedro, sub a cărui conducere luptase, un burlac arogant și misogin, mereu pus pe glume;
- Claudio: tânăr soldat, aflat sub conducerea aceluiași Don Pedro și apreciat pentru activitatea sa militară;
- Hero: fiica lui Leonato și verișoara lui Beatrice, tânără, plăcută la înfățișare dar și la comportament;
- Don Pedro, prinț de Aragon;
- Leonato: tatăl lui Hero și unchiul lui Beatrice, nobil înstărit, în a cărui locuință din Messina (unde era guvernator) are loc acțiunea;
- Don John: fratele nelegitim al lui Don Pedro, de aceea este numit și bastardul; este un tip ursuz care pune la cale o intrigă pentru a distruge fericirea lui Hero și Claudio;
- Margaret: servitoarea lui Hero care, fără să vrea, îi determină pe Borachio și Don John să pună la îndoială castitatea lui Hero;
- Borachio: partener al lui Don John, iubitul lui Margaret;
- Conrad: unul din prietenii lui Don John și profund devotat acestuia;
- Dogberry: însărcinat cu paza și ordinea în Messina, o persoană onestă, dar care își ghida acțiunile după sensul negativ pe care îl atribuia cuvintelor;
- Verges: comandantul serviciului de pază și ordine din Messina;
- Antonio: fratele mai mare al lui Leonato și unchiul lui Hero și Beatrice;
- Balthasar: cântareț ce slujește pe la casa lui Don Pedro;
- Ursula: una din servitoarele lui Hero;

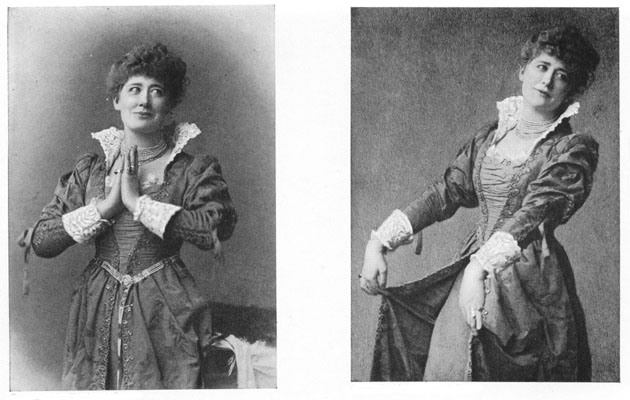
Actrița Ellen Terry în rolul lui Beatrice

- călugărul Francis: preotul.

## Teme și motive

### Infidelitate
O temă des întâlnită în opera lui Shakespere este adulterul, în special de către femeie. Multe personaje sunt obsedate de faptul că nu pot verifica loialitatea soției. Don Jon profită de temerile lui Claudio, ceea ce conduce la dezastruoasa scenă a nunții și Leonato însuși este dispus să creadă acuzațiile împotriva lui Hero, în absența unor dovezi solide.

### Remarci
Un alt motiv prezent în piesă este un joc pe baza cuvintelor „nothing” (pronumele negativ nimic) și „noting” (gerunziul verbului a remarca, a observa) care erau omofone la data scrierii piesei. Prin utilizarea comicului de limbaj, autorul schimbă perspectiva titlului către rezultatele dezastroase ale unor remarci, comentarii, observații care sunt înțelese greșit, scoase din context sau auzite de persoane nepotrivite.

## Adaptări

### Televiziune
- Piesa a fost adaptată pentru televiziune în 1984 de BBC cu Lee Montague ca Leonato, Cherie Lunghi ca Beatrice, Katharine Levy ca Hero, Jon Finch ca Don Pedro, Robert Lindsay ca Benedick, Robert Reynolds în rolul lui Claudio, Gordon Whiting ca Antonio și Vernon Dobtcheff ca Don John.
- În 2005, în cadrul serialului BBC ShakespeareRe-told, povestea este adaptată într-un cadru contemporan, unde personajele sunt angajați ai canalului fictiv de știri Wessex Tonight, cu Damian Lewis, Sarah Parish și Billie Piper în rolurile principale.

### Film
- Mult zgomot pentru nimic, este o adaptare din 1993 a piesei, pentru prima dată pentru marile ecrane cu sunet, în regia lui Kenneth Branagh. În rolurile principale sunt Branagh (Benedick), Emma Thompson (Beatrice), Denzel Washington (Don Pedro), Keanu Reeves (Don John), Richard Briers (Leonato), Michael Keaton (Dogberry), Robert Sean Leonard (Claudio), Imelda Staunton (Margaret) și Kate Beckinsale (Hero), în debutul ei pe marele ecran.
- Mult zgomot pentru nimic, un film independent în regia lui Joss Whedon, a avut premiera la Festivalul Internațional de Film de la Toronto la data de 9 septembrie 2012. Acesta este o adaptare modernă a intrigii cu Amy Acker în rolul lui Beatrice, Alexis Denisof (Benedick), Reed Diamond (Don Pedro), Nathan Fillion (Dogberry), Jillian Morgese (Hero), Sean Maher (Don John), Clark Gregg (Leonato) și Fran Kranz (Claudio).